# Helping Hands... Live & Acoustic at the Masonic
Helping Hands... Live & Acoustic at the Masonic è il quinto album dal vivo del gruppo musicale statunitense Metallica, pubblicato il 1º febbraio 2019 dalla Blackened Recordings.

## Descrizione
Contiene l'intero concerto acustico tenuto dal gruppo il 3 novembre 2018 a San Francisco per raccogliere fondi per la propria organizzazione no-profit All Within My Hands Foundation. Oltre ad alcuni brani appartenenti al repertorio dei Metallica sono state eseguite anche alcune cover, come Veteran of the Psychic Wars dei Blue Öyster Cult e Please Don't Judas Me dei Nazareth.
Per promuovere il disco è stato pubblicato il video live di All Within My Hands, brano originariamente tratto dall'album St. Anger.

## Tracce
1. Disposable Heroes – 7:29 (James Hetfield, Lars Ulrich, Kirk Hammett)
2. When a Blind Man Cries – 4:34 (Ritchie Blackmore, Ian Gillan, Roger Glover, Jon Lord, Ian Paice) – originariamente interpretata dai Deep Purple
3. The Unforgiven – 7:20 (James Hetfield, Lars Ulrich, Kirk Hammett)
4. Please Don't Judas Me – 8:06 (Dan McCafferty, Darrell Sweet, Pete Agnew, Manny Charlton) – originariamente interpretata dai Nazareth
5. Turn the Page – 6:23 (Bob Seger) – originariamente interpretata da Bob Seger
6. Bleeding Me – 6:06 (James Hetfield, Lars Ulrich, Kirk Hammett)
7. Veteran of the Psychic Wars – 5:12 (Eric Bloom, Michael Moorcock) – originariamente interpretata dai Blue Öyster Cult
8. Nothing Else Matters – 6:28 (James Hetfield, Lars Ulrich)
9. All Within My Hands – 7:03 (James Hetfield, Lars Ulrich, Kirk Hammett, Bob Rock)
10. Enter Sandman – 4:59 (James Hetfield, Lars Ulrich, Kirk Hammett)
11. The Four Horsemen – 3:33 (James Hetfield, Lars Ulrich, Dave Mustaine)
12. Hardwired – 4:21 (James Hetfield, Lars Ulrich)

## Formazione
Gruppo
- James Hetfield – chitarra, voce
- Lars Ulrich – batteria
- Kirk Hammett – chitarra
- Robert Trujillo – basso

Altri musicisti
- David Phillips – pedal steel guitar
- Henry Salvia – tastiera
- Cody Rhodes – percussioni
- Avi Vinocur – mandolino, chitarra, cori

Produzione
- Greg Fidelman – missaggio
- Jason Gossman – registrazione
- Reuben Cohen – mastering

## Classifiche
| Classifica (2019)         | Posizione massima |
| ------------------------- | ----------------- |
| Stati Uniti (independent) | 4                 |